# Sloe Gin
Sloe Gin é o sexto álbum de estúdio do guitarrista de blues-rock estadunidense Joe Bonamassa.
Foi lançado em 21 de Agosto de 2007, sob o selo J&R Adventures

## Faixas
1. Ball Peen Hammer - 3:27
2. One of These Days (feat. Alvin Lee) - 5:40
3. Seagull - 3:49
4. Dirt in My Pocket - 4:54
5. Sloe Gin - 8:13
6. Another Kind of Love - 3:10
7. Around the Bend - 5:15
8. Black Night - 4:22
9. Jelly Roll - 2:12
10. Richmond - 4:31
11. India - 3:19

## Paradas Musicais
| Parada Musical (2007)         | Posição | Ref.  |
| ----------------------------- | ------- | ----- |
| US Billboard 200              | #184    | [ 2 ] |
| US Billboard Top Blues Albums | #1      | [ 3 ] |
| Dutch Albums Chart            | #27     | [ 4 ] |
| Swedish Albums Chart          | #39     | [ 5 ] |
| UK Albums Chart               | #50     | [ 6 ] |